# Campeonato Panamericano Junior de Hockey sobre Césped Masculino de 2012
El Panamericano Junior de Hockey Sobre Césped Masculino fue la décima edición del torneo continental para menores de 21 años. Se realizó entre el 10 y el 23 de septiembre de 2012 en Guadalajara, México.
El torneo sirvió como clasificatorio para la Copa Mundial Junior 2013, realizada en Nueva Delhi, India. 
Argentina obtuvo su décimo título panamericano luego de vencer en la final a Canadá por 3-2.

## Primera fase

### Grupo A
| Equipo            | PJ | PG | PE | PP | GF | GC | DG  | Pts |
| ----------------- | -- | -- | -- | -- | -- | -- | --- | --- |
| Argentina         | 4  | 4  | 0  | 0  | 46 | 0  | +46 | 12  |
| Trinidad y Tobago | 4  | 3  | 0  | 1  | 30 | 10 | +20 | 9   |
| Brasil            | 4  | 1  | 1  | 2  | 7  | 11 | -4  | 4   |
| Jamaica           | 4  | 1  | 1  | 2  | 10 | 17 | -7  | 4   |
| Guatemala         | 4  | 0  | 0  | 4  | 2  | 57 | -55 | 0   |

| 10 de septiembre de 2012 | Argentina | 24:0    | Guatemala |  |  |
|                          |           | Reporte |           |  |  |

| 11 de septiembre de 2012 | T.y Tobago | 8:1     | Jamaica |                                                |                                                |
|                          |            | Reporte |         | Árbitro(s): Daniel López Ramos Gavin Caldecott | Árbitro(s): Daniel López Ramos Gavin Caldecott |

| 12 de septiembre de 2012 | Argentina | 8:0     | Jamaica |                                          |                                          |
|                          |           | Reporte |         | Árbitro(s): Etmar Cerpa Donny Gobinsingh | Árbitro(s): Etmar Cerpa Donny Gobinsingh |

| 12 de septiembre de 2012 | T.y Tobago | 5:0     | Brasil |                                            |                                            |
|                          |            | Reporte |        | Árbitro(s): David Sweetman Federico García | Árbitro(s): David Sweetman Federico García |

| 13 de septiembre de 2012 | Brasil | 7:1     | Guatemala |                                       |                                       |
|                          |        | Reporte |           | Árbitro(s): Nku Davis Benjamin Peters | Árbitro(s): Nku Davis Benjamin Peters |

| 14 de septiembre de 2012 | Argentina | 9:0     | T.y Tobago |                                                    |                                                    |
|                          |           | Reporte |            | Árbitro(s): Constantine Soteriades Gavin Caldecott | Árbitro(s): Constantine Soteriades Gavin Caldecott |

| 15 de septiembre de 2012 | Brasil | 0:0     | Jamaica |  |  |
|                          |        | Reporte |         |  |  |

| 16 de septiembre de 2012 | T.y Tobago | 17:0    | Guatemala |                                             |                                             |
|                          |            | Reporte |           | Árbitro(s): Etmar Cerpa Daniel Basto Rivero | Árbitro(s): Etmar Cerpa Daniel Basto Rivero |

| 16 de septiembre de 2012 | Argentina | 5:0     | Brasil |                                              |                                              |
|                          |           | Reporte |        | Árbitro(s): Duvaughan Henlon Gavin Caldecott | Árbitro(s): Duvaughan Henlon Gavin Caldecott |

| 17 de septiembre de 2012 | Jamaica | 9:1     | Guatemala |                                   |                                   |
|                          |         | Reporte |           | Árbitro(s): Etmar Cerpa Nku Davis | Árbitro(s): Etmar Cerpa Nku Davis |

### Grupo B
| Equipo      | PJ | PG | PE | PP | GF | GC | DG  | Pts |
| ----------- | -- | -- | -- | -- | -- | -- | --- | --- |
| Canadá      | 3  | 3  | 0  | 0  | 21 | 1  | +20 | 9   |
| México      | 3  | 2  | 0  | 1  | 20 | 3  | +17 | 6   |
| Uruguay     | 3  | 1  | 0  | 2  | 3  | 11 | -8  | 3   |
| Puerto Rico | 3  | 0  | 0  | 3  | 1  | 30 | -29 | 0   |

| 10 de septiembre de 2012 | Canadá | 12:0    | Puerto Rico |                                         |                                         |
|                          |        | Reporte |             | Árbitro(s): Diego Barbas Andrés Ledesma | Árbitro(s): Diego Barbas Andrés Ledesma |

| 11 de septiembre de 2012 | México | 4:0     | Uruguay |                                              |                                              |
|                          |        | Reporte |         | Árbitro(s): Donny Gobinsingh Benjamin Peters | Árbitro(s): Donny Gobinsingh Benjamin Peters |

| 12 de septiembre de 2012 | Canadá | 6:0     | Uruguay |                                           |                                           |
|                          |        | Reporte |         | Árbitro(s): Duvaughan Henlon Diego Barbas | Árbitro(s): Duvaughan Henlon Diego Barbas |

| 13 de septiembre de 2012 | México | 15:0    | Puerto Rico |                                              |                                              |
|                          |        | Reporte |             | Árbitro(s): Duvaughan Henlon Donovan Simmons | Árbitro(s): Duvaughan Henlon Donovan Simmons |

| 14 de septiembre de 2012 | Canadá | 3:1     | México |                                    |                                    |
|                          |        | Reporte |        | Árbitro(s): Diego Barbas Nku Davis | Árbitro(s): Diego Barbas Nku Davis |

| 15 de septiembre de 2012 | Uruguay | 3:1     | Puerto Rico |                                             |                                             |
|                          |         | Reporte |             | Árbitro(s): Andrés Ledesma Donny Gobinsingh | Árbitro(s): Andrés Ledesma Donny Gobinsingh |

### Grupo C
| Equipo         | PJ | PG | PE | PP | GF | GC | Pts |
| -------------- | -- | -- | -- | -- | -- | -- | --- |
| Estados Unidos | 3  | 3  | 0  | 0  | 12 | 5  | 9   |
| Chile          | 3  | 1  | 1  | 1  | 8  | 5  | 4   |
| Barbados       | 3  | 1  | 0  | 2  | 9  | 12 | 3   |
| Venezuela      | 3  | 0  | 1  | 2  | 5  | 15 | 1   |

| 10 de septiembre de 2012 | Estados Unidos | 5:1     | Venezuela |                                      |                                      |
|                          |                | Reporte |           | Árbitro(s): David Sweetman Nku Davis | Árbitro(s): David Sweetman Nku Davis |

| 11 de septiembre de 2012 | Chile | 6:1     | Barbados |                                                        |                                                        |
|                          |       | Reporte |          | Árbitro(s): Constantine Soteriades Daniel Basto Rivera | Árbitro(s): Constantine Soteriades Daniel Basto Rivera |

| 13 de septiembre de 2012 | Estados Unidos | 5:4     | Barbados |                                                |                                                |
|                          |                | Reporte |          | Árbitro(s): Andrés Ledesma Daniel Basto Rivero | Árbitro(s): Andrés Ledesma Daniel Basto Rivero |

| 13 de septiembre de 2012 | Chile | 2:2     | Venezuela |  |  |
|                          |       | Reporte |           |  |  |

| 14 de septiembre de 2012 | Estados Unidos | 2:0     | Chile |                                               |                                               |
|                          |                | Reporte |       | Árbitro(s): Daniel López Ramos David Sweetman | Árbitro(s): Daniel López Ramos David Sweetman |

| 15 de septiembre de 2012 | Barbados | 4:1     | Venezuela |                                             |                                             |
|                          |          | Reporte |           | Árbitro(s): Donovan Simmons Federico García | Árbitro(s): Donovan Simmons Federico García |

## Segunda fase

### Grupo D
| Equipo         | PJ | PG | PE | PP | GF | GC | Pts |
| -------------- | -- | -- | -- | -- | -- | -- | --- |
| Argentina      | 2  | 2  | 0  | 0  | 18 | 2  | 6   |
| Estados Unidos | 2  | 1  | 0  | 1  | 7  | 10 | 3   |
| México         | 2  | 0  | 0  | 2  | 3  | 16 | 0   |

| 18 de septiembre de 2012 | Argentina | 10:1    | México |                                        |                                        |
|                          |           | Reporte |        | Árbitro(s): Donny Gobinsingh Nku Davis | Árbitro(s): Donny Gobinsingh Nku Davis |

| 19 de septiembre de 2012 | México | 2:6     | Estados Unidos |                                                |                                                |
|                          |        | Reporte |                | Árbitro(s): Federico García Daniel López Ramos | Árbitro(s): Federico García Daniel López Ramos |

| 20 de septiembre de 2012 | Argentina | 8:1     | Estados Unidos |                                            |                                            |
|                          |           | Reporte |                | Árbitro(s): David Sweetman Gavin Caldecott | Árbitro(s): David Sweetman Gavin Caldecott |

### Grupo E
| Equipo            | PJ | PG | PE | PP | GF | GC | Pts |
| ----------------- | -- | -- | -- | -- | -- | -- | --- |
| Canadá            | 2  | 2  | 0  | 0  | 13 | 1  | 6   |
| Chile             | 2  | 1  | 0  | 1  | 3  | 9  | 3   |
| Trinidad y Tobago | 2  | 0  | 0  | 2  | 1  | 7  | 0   |

| 18 de septiembre de 2012 | T.y Tobago | 0:5     | Canadá |                                                |                                                |
|                          |            | Reporte |        | Árbitro(s): Andrés Ledesma Daniel Basto Rivero | Árbitro(s): Andrés Ledesma Daniel Basto Rivero |

| 19 de septiembre de 2012 | Canadá | 8:1     | Chile |                                         |                                         |
|                          |        | Reporte |       | Árbitro(s): David Sweetman Diego Barbas | Árbitro(s): David Sweetman Diego Barbas |

| 20 de septiembre de 2012 | T. y Tobago | 1:2     | Chile |  |  |
|                          |             | Reporte |       |  |  |

### Grupo F
| Equipo      | PJ | PG | PE | PP | GF | GC | Pts |
| ----------- | -- | -- | -- | -- | -- | -- | --- |
| Barbados    | 2  | 2  | 0  | 0  | 10 | 5  | 6   |
| Brasil      | 2  | 1  | 0  | 1  | 11 | 5  | 3   |
| Puerto Rico | 2  | 0  | 0  | 2  | 3  | 14 | 0   |

| 17 de septiembre de 2012 | Puerto Rico | 2:6     | Barbados |                                          |                                          |
|                          |             | Reporte |          | Árbitro(s): Diego Barbas Donovan Simmons | Árbitro(s): Diego Barbas Donovan Simmons |

| 19 de septiembre de 2012 | Brasil | 8:1     | Puerto Rico |                                              |                                              |
|                          |        | Reporte |             | Árbitro(s): Duvaughan Henlon Donovan Simmons | Árbitro(s): Duvaughan Henlon Donovan Simmons |

| 20 de septiembre de 2012 | Brasil | 3:4     | Barbados |                                                 |                                                 |
|                          |        | Reporte |          | Árbitro(s): Benjamin Peters Daniel Basto Rivero | Árbitro(s): Benjamin Peters Daniel Basto Rivero |

### Grupo G
| Equipo    | PJ | PG | PE | PP | GF | GC | Pts |
| --------- | -- | -- | -- | -- | -- | -- | --- |
| Uruguay   | 3  | 3  | 0  | 0  | 13 | 2  | 9   |
| Venezuela | 3  | 1  | 1  | 1  | 19 | 8  | 4   |
| Jamaica   | 3  | 1  | 1  | 1  | 11 | 8  | 4   |
| Guatemala | 3  | 0  | 0  | 3  | 1  | 26 | 0   |

| 17 de septiembre de 2012 | Uruguay | 4:1     | Venezuela |                                                     |                                                     |
|                          |         | Reporte |           | Árbitro(s): Constantine Soteriades Duvaughan Henlon | Árbitro(s): Constantine Soteriades Duvaughan Henlon |

| 18 de septiembre de 2012 | Jamaica | 4:4     | Venezuela |  |  |
|                          |         | Reporte |           |  |  |

| 18 de septiembre de 2012 | Uruguay | 6:0     | Guatemala |                                             |                                             |
|                          |         | Reporte |           | Árbitro(s): Benjamin Peters Donovan Simmons | Árbitro(s): Benjamin Peters Donovan Simmons |

| 19 de septiembre de 2012 | Jamaica | 6:1     | Guatemala |  |  |
|                          |         | Reporte |           |  |  |

| 21 de septiembre de 2012 | Jamaica | 1:3     | Uruguay |                                       |                                       |
|                          |         | Reporte |         | Árbitro(s): Donovan Simmons Nku Davis | Árbitro(s): Donovan Simmons Nku Davis |

| 21 de septiembre de 2012 | Venezuela | 14:0    | Guatemala |                                            |                                            |
|                          |           | Reporte |           | Árbitro(s): Gavin Coldecott Andrés Ledesma | Árbitro(s): Gavin Coldecott Andrés Ledesma |

## Fase final

#### Partido por el decimoprimer puesto
| 22 de septiembre de 2012 | Puerto Rico | 1:3     | Jamaica |                                      |                                      |
|                          |             | Reporte |         | Árbitro(s): David Sweetman Nku Davis | Árbitro(s): David Sweetman Nku Davis |

#### Partido por el noveno puesto
| 22 de septiembre de 2012 | Brasil | 3:2 (t.e.) | Venezuela |  |  |
|                          |        | Reporte    |           |  |  |

#### Partido por el séptimo puesto
| 22 de septiembre de 2012 | Barbados | 3:3 (3:2) | Uruguay |                                               |                                               |
|                          |          | Reporte   |         | Árbitro(s): Donny Gobinsingh Duvaughan Henlon | Árbitro(s): Donny Gobinsingh Duvaughan Henlon |

#### Partido por el quinto puesto
| 22 de septiembre de 2012 | México | 3:4 (t.e.) | T.y Tobago |                                               |                                               |
|                          |        | Reporte    |            | Árbitro(s): Daniel López Ramos Andrés Ledesma | Árbitro(s): Daniel López Ramos Andrés Ledesma |

#### Partido por el tercer puesto
| 23 de septiembre de 2012 | Estados Unidos | 2:3 (t.e.) | Chile |  |  |
|                          |                | Reporte    |       |  |  |

#### Final
| 23 de septiembre de 2012 | Argentina | 3:2     | Canadá |                                                 |                                                 |
|                          |           | Reporte |        | Árbitro(s): Federico García Daniel Basto Rivero | Árbitro(s): Federico García Daniel Basto Rivero |

| Bandera de Argentina |
| Campeón Argentina    |

## Posiciones
| Posición | Equipo            |
| -------- | ----------------- |
| 1        | Argentina         |
| 2        | Canadá            |
| 3        | Chile             |
| 4        | Estados Unidos    |
| 5        | Trinidad y Tobago |
| 6        | México            |
| 7        | Barbados          |
| 8        | Uruguay           |
| 9        | Brasil            |
| 10       | Venezuela         |
| 11       | Jamaica           |
| 12       | Puerto Rico       |
| 13       | Guatemala         |

## Goleadores
| Jugador               | Equipo            | Goles |
| --------------------- | ----------------- | ----- |
| Gonzalo Peillat       | Argentina         | 15    |
| Kemar Mitchell        | Jamaica           | 13    |
| Matheus Borges        | Brasil            | 10    |
| Joaquín Menini        | Argentina         | 10    |
| Joaquín Leonel Coelho | Argentina         | 9     |
| Andrew Vieira         | Trinidad y Tobago | 9     |